# Ceromacra
Ceromacra é um gênero de traça pertencente à família Arctiidae.